# Élections municipales de 2009 en Mauricie
Les élections municipales québécoises de 2009 se déroulent le 1er novembre 2009. Elles permettent d'élire les maires et les conseillers de chacune des municipalités locales du Québec, ainsi que les préfets de quelques municipalités régionales de comté.

## Mauricie

### Batiscan
| Partis                         | Partis          | Candidats pour la mairie   | Vote | %    |
| ------------------------------ | --------------- | -------------------------- | ---- | ---- |
|                                | Indépendant     | Christian Fortin (Sortant) | 361  | 59,2 |
|                                | Équipe Au Clair | Sonia Auclair              | 249  | 40,8 |
| Taux de participation : 70,3 % |                 |                            |      |      |

### Champlain
| Candidats pour la mairie | Vote            | %               |
| ------------------------ | --------------- | --------------- |
| Jean-Robert Barnes       | Sans opposition | Sans opposition |

### Charette
| Candidats pour la mairie       | Vote | %    |
| ------------------------------ | ---- | ---- |
| Guy Diamond                    | 376  | 57,1 |
| Martine Gélinas                | 282  | 42,9 |
| Taux de participation : 77,3 % |      |      |

### Grandes-Piles
| Candidats pour la mairie       | Vote | %    |
| ------------------------------ | ---- | ---- |
| Jean-Pierre Ratelle            | 109  | 41,1 |
| Robert Gélinas                 | 101  | 38,1 |
| Daniel Petit                   | 55   | 20,8 |
| Taux de participation : 66,1 % |      |      |

### Hérouxville
| Candidats pour la mairie       | Vote | %    |
| ------------------------------ | ---- | ---- |
| Bernard Thompson               | 290  | 43,0 |
| René Rocheleau                 | 247  | 36,6 |
| Alice Dionne                   | 137  | 20,3 |
| Taux de participation : 61,9 % |      |      |

### La Bostonnais
| Candidats pour la mairie    | Vote            | %               |
| --------------------------- | --------------- | --------------- |
| Chantal St-Louis (Sortante) | Sans opposition | Sans opposition |

### La Tuque
| Candidats pour la mairie       | Vote  | %    |
| ------------------------------ | ----- | ---- |
| Normand Beaudoin               | 3 872 | 66,5 |
| Réjean Gaudreault (Sortant)    | 1 864 | 32,0 |
| Jean-Paul Tremblay             | 88    | 1,5  |
| Taux de participation : 53,4 % |       |      |

### Lac-aux-Sables
| Candidats pour la mairie       | Vote | %    |
| ------------------------------ | ---- | ---- |
| Yvan Hamelin                   | 376  | 46,3 |
| Yvon Bourassa                  | 258  | 31,8 |
| Micheline Bertrand             | 178  | 21,9 |
| Taux de participation : 59,3 % |      |      |

### Lac-Édouard
| Candidats pour la mairie | Vote            | %               |
| ------------------------ | --------------- | --------------- |
| Larry Bernier (Sortant)  | Sans opposition | Sans opposition |

### Louiseville
| Candidats pour la mairie       | Vote  | %    |
| ------------------------------ | ----- | ---- |
| Guy Richard (Sortant)          | 2 054 | 83,6 |
| Michel Bellemare               | 404   | 16,4 |
| Taux de participation : 42,1 % |       |      |

### Maskinongé
| Candidats pour la mairie | Vote            | %               |
| ------------------------ | --------------- | --------------- |
| Michel Clément (Sortant) | Sans opposition | Sans opposition |

Élection partielle au poste de maire en 2011.
- Nécessaire en raison du décès du maire Michel Clément en décembre 2010[1].
- Élection de Roger Michaud au poste de maire[1]

### Notre-Dame-de-Montauban
| Candidats pour la mairie       | Vote | %    |
| ------------------------------ | ---- | ---- |
| Jean-Guy Lavoie                | 307  | 53,3 |
| Normand Hudon (Sortant)        | 269  | 46,7 |
| Taux de participation : 67,9 % |      |      |

### Notre-Dame-du-Mont-Carmel
| Candidats pour la mairie     | Vote            | %               |
| ---------------------------- | --------------- | --------------- |
| Pierre A. Bouchard (Sortant) | Sans opposition | Sans opposition |

### Saint-Adelphe
| Candidats pour la mairie | Vote            | %               |
| ------------------------ | --------------- | --------------- |
| Paul Labranche (Sortant) | Sans opposition | Sans opposition |

### Saint-Alexis-des-Monts
| Candidats pour la mairie       | Vote | %    |
| ------------------------------ | ---- | ---- |
| Madeleine L. Robert (Sortante) | 631  | 37,9 |
| Michel Cordeau                 | 547  | 32,8 |
| Henri-Paul Picotte             | 282  | 16,9 |
| René Lafrenière                | 206  | 12,4 |
| Taux de participation : 61,4 % |      |      |

### Saint-Barnabé
| Candidats pour la mairie       | Vote | %    |
| ------------------------------ | ---- | ---- |
| René Bourassa                  | 409  | 61,1 |
| Michel Lemay (Sortant)         | 235  | 35,1 |
| André De Repentigny            | 25   | 3,7  |
| Taux de participation : 67,2 % |      |      |

### Saint-Boniface
| Partis                         | Partis           | Candidats pour la mairie   | Vote  | %    |
| ------------------------------ | ---------------- | -------------------------- | ----- | ---- |
|                                | Équipe Caron     | Claude Caron               | 1 112 | 54,5 |
|                                | Équipe Bellemare | Gilles Bellemare (Sortant) | 929   | 45,5 |
| Taux de participation : 60,2 % |                  |                            |       |      |

### Saint-Édouard-de-Maskinongé
| Candidats pour la mairie       | Vote | %    |
| ------------------------------ | ---- | ---- |
| Denis Morin (Sortant)          | 322  | 75,1 |
| Claude Lamirande               | 107  | 24,9 |
| Taux de participation : 66,2 % |      |      |

Nomination de Michel Lemay au poste de maire le 24 janvier 2013.
- Rendue nécessaire en raison du décès du maire Denis Morin le 12 janvier 2013[3].

### Saint-Élie-de-Caxton
| Candidats pour la mairie | Vote            | %               |
| ------------------------ | --------------- | --------------- |
| André Garant (Sortant)   | Sans opposition | Sans opposition |

### Saint-Étienne-des-Grès
| Candidats pour la mairie | Vote            | %               |
| ------------------------ | --------------- | --------------- |
| Robert Landry (Sortant)  | Sans opposition | Sans opposition |

### Saint-Justin
| Candidats pour la mairie       | Vote | %    |
| ------------------------------ | ---- | ---- |
| Denis McKinnon (Sortant)       | 357  | 78,8 |
| Brown Yvon                     | 96   | 21,2 |
| Taux de participation : 49,7 % |      |      |

### Saint-Léon-le-Grand
| Candidats pour la mairie | Vote            | %               |
| ------------------------ | --------------- | --------------- |
| Robert Lalonde (Sortant) | Sans opposition | Sans opposition |

### Saint-Luc-de-Vincennes
| Candidats pour la mairie    | Vote            | %               |
| --------------------------- | --------------- | --------------- |
| Jean-Claude Milot (Sortant) | Sans opposition | Sans opposition |

### Saint-Mathieu-du-Parc
| Candidats pour la mairie | Vote            | %               |
| ------------------------ | --------------- | --------------- |
| Claude Mayrand           | Sans opposition | Sans opposition |

### Saint-Maurice
| Candidats pour la mairie | Vote            | %               |
| ------------------------ | --------------- | --------------- |
| Gérard Bruneau (Sortant) | Sans opposition | Sans opposition |

### Saint-Narcisse
| Candidats pour la mairie | Vote            | %               |
| ------------------------ | --------------- | --------------- |
| Guy Veillette (Sortant)  | Sans opposition | Sans opposition |

### Saint-Paulin
| Candidats pour la mairie       | Vote | %    |
| ------------------------------ | ---- | ---- |
| Brigitte Gagnon (Sortante)     | 578  | 66,3 |
| Mario Paquin                   | 294  | 33,7 |
| Taux de participation : 64,8 % |      |      |

### Saint-Prosper
| Candidats pour la mairie  | Vote            | %               |
| ------------------------- | --------------- | --------------- |
| Michel Grosleau (Sortant) | Sans opposition | Sans opposition |

### Saint-Roch-de-Mékinac
| Candidats pour la mairie       | Vote | %    |
| ------------------------------ | ---- | ---- |
| Guy Dessureault                | 127  | 50,0 |
| Claude Dumont (Sortant)        | 88   | 34,6 |
| Roger Cossette                 | 39   | 15,4 |
| Taux de participation : 69,4 % |      |      |

### Saint-Sévère
| Candidats pour la mairie       | Vote | %    |
| ------------------------------ | ---- | ---- |
| Laurent Lavergne               | 140  | 63,6 |
| Yves Gélinas (Sortant)         | 80   | 36,4 |
| Taux de participation : 79,9 % |      |      |

### Saint-Séverin
| Candidats pour la mairie | Vote            | %               |
| ------------------------ | --------------- | --------------- |
| Michel Champagne         | Sans opposition | Sans opposition |

Nomination de Julie Trépanier, conseillère siège #4, au poste de maire en août 2013.
- Nécessaire en raison de la démission du maire Michel Champagne pour occuper de nouvelles fonctions le 14 juillet 2013[4].

### Saint-Stanislas
| Candidats pour la mairie | Vote            | %               |
| ------------------------ | --------------- | --------------- |
| Alain Guillemette        | Sans opposition | Sans opposition |

### Saint-Tite
| Candidats pour la mairie       | Vote  | %    |
| ------------------------------ | ----- | ---- |
| André Léveillé                 | 1 217 | 59,7 |
| René Ratelle                   | 503   | 24,7 |
| Reynald Périgny (Sortant)      | 320   | 15,7 |
| Taux de participation : 62,7 % |       |      |

### Sainte-Angèle-de-Prémont
| Candidats pour la mairie       | Vote | %    |
| ------------------------------ | ---- | ---- |
| Barbara Paillé (Sortant)       | 228  | 50,3 |
| Pierre-Paul Baril              | 225  | 49,7 |
| Taux de participation : 75,4 % |      |      |

### Sainte-Anne-de-la-Pérade
| Candidats pour la mairie       | Vote | %    |
| ------------------------------ | ---- | ---- |
| Yvon Lafond                    | 542  | 51,7 |
| Marc Dumont                    | 251  | 23,9 |
| Ginette Douville               | 174  | 16,6 |
| Pierre Fecteau                 | 82   | 7,8  |
| Taux de participation : 59,6 % |      |      |

### Sainte-Geneviève-de-Batiscan
| Candidats pour la mairie       | Vote | %    |
| ------------------------------ | ---- | ---- |
| Christian Gendron              | 298  | 44,3 |
| Pierre Gervais                 | 217  | 32,3 |
| Denis Santerre                 | 157  | 23,4 |
| Taux de participation : 70,1 % |      |      |

### Sainte-Thècle
| Candidats pour la mairie       | Vote | %    |
| ------------------------------ | ---- | ---- |
| Alain Vallée (Sortant)         | 850  | 57,6 |
| André C. Veillette             | 626  | 42,4 |
| Taux de participation : 67,0 % |      |      |

### Sainte-Ursule
| Candidats pour la mairie | Vote            | %               |
| ------------------------ | --------------- | --------------- |
| Réjean Carle (Sortant)   | Sans opposition | Sans opposition |

### Shawinigan
| Candidats pour la mairie       | Vote   | %    |
| ------------------------------ | ------ | ---- |
| Michel Angers                  | 11 912 | 55,2 |
| Yves L. Duhaime                | 6 196  | 28,7 |
| Claude Villemure               | 3 478  | 16,1 |
| Taux de participation : 52,0 % |        |      |

### Trois-Rives
| Candidats pour la mairie  | Vote            | %               |
| ------------------------- | --------------- | --------------- |
| Lucien Mongrain (Sortant) | Sans opposition | Sans opposition |

### Trois-Rivières
| Candidats pour la mairie       | Vote   | %    |
| ------------------------------ | ------ | ---- |
| Yves Lévesque (Sortant)        | 25 637 | 54,9 |
| André Carle                    | 21 077 | 45,1 |
| Taux de participation : 46,4 % |        |      |

### Yamachiche
| Candidats pour la mairie  | Vote            | %               |
| ------------------------- | --------------- | --------------- |
| Michel Isabelle (Sortant) | Sans opposition | Sans opposition |